# Héraclée (Lucanie)
Pour les articles homonymes, voir Héraclée.

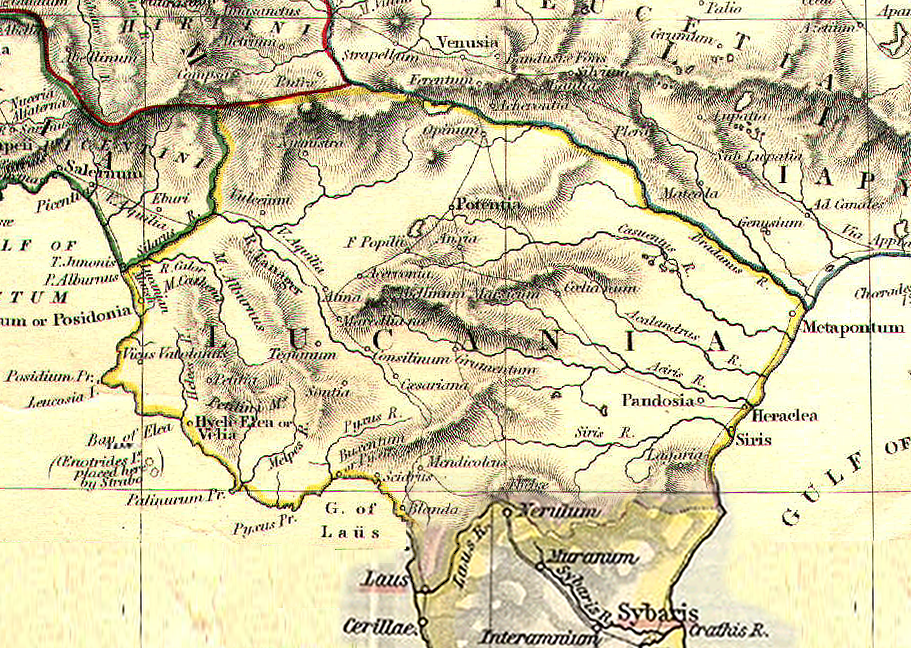
Héraclée, dans le golfe de Tarente.

Héraclée de Lucanie (latin Heraclea Lucania) est une petite cité antique d’Italie sur le golfe de Tarente, à proximité du fleuve Siris, aujourd’hui la cité italienne de Policoro.

## Origine
Cette colonie grecque fut fondée par Tarente vers -433. Selon Pline l'Ancien, elle se serait dans un premier temps appelée Siris puis Héraclée. Selon Strabon, après un long conflit entre Tarente et Thurii, le territoire de Siris aurait été accordé aux Tarentins, et plus tard vers 433 av. J.-C., Tarente aurait déplacé les habitants de Siris vers l'intérieur du pays pour fonder une nouvelle ville qui prit le nom d'Héraclée. Les fouilles archéologiques sur le site de Policoro, identifié comme celui d’Héraclée, ont montré qu’une cité grecque existait à cet emplacement avant la fondation tarentine. Elle aurait été détruite à la fin du VIIe siècle av. J.-C., selon les éléments de datation recueillis dans sa nécropole.

## Histoire
En 374 av. J.-C., Héraclée fut le siège de la Ligue italiote, confédération des cités grecques de Grande Grèce, organisée contre les Lucaniens.
Héraclée est connue pour la bataille d'Héraclée, qui vit la victoire de Pyrrhus Ier sur les Romains en 280 av. J.-C.
Passée temporairement sous le contrôle d'Hannibal pendant la deuxième guerre punique, Héraclée devint par la suite un municipe romain. Elle est un ancien évêché.

## Archéologie
Le site d’Héraclée est visible de nos jours, dans le parc archéologique de Policoro. Les restes de la cité montrent un plan régulier orthogonal.
C’est dans ces ruines que l’on découvrit en 1732 les Tables d'Héraclée, une inscription portant un extrait d'une loi d'organisation municipale du Ier siècle av. J.-C.
Sur le site archéologique d’Héraclée, des archéologues ont pu reconstituer un parfum de plus de 2500 ans grâce à des vestiges retrouvés lors des fouilles. Ce qui apporte de la richesse à ce site.  